# Fabrosaure
Fabrosaurus ("llangardaix de Fabre") fou un dinosaure que visqué al Juràssic inferior, fa 208-196 milions d'anys. Era un ornitisqui que habitava al que avui en dia és Sud-àfrica i Lesotho. El fabrosaure és un nomen dubium i podria ser el mateix que el Lesothosaurus.